# Corazón valiente
Corazón valiente é uma telenovela estadunidense produzida e exibida pela Telemundo entre 6 de março de 2012 e 7 de janeiro de 2013.
Foi protagonizada por Adriana Fonseca, José Luis Reséndez, Ximena Duque e Fabián Rios e antagonizada por Aylín Mujica, Manuel Landeta e Gabriel Valenzuela.

## Sinopse
Esta é a história da amizade entre duas meninas em uma remota cidade mexicana chamada Valle de Bravo. Ángela Valdez, humilde e doce, era filha de Miguel Valdez, o guarda-costas da poderosa e rica família Sandoval Navarro. Samantha Sandoval Navarro era a garota rica guardada por Miguel Valdez. As vidas das duas meninas mudaram quando Samantha foi sequestrada e Miguel Valdez sacrificou sua vida para salvá-la. Depois do que aconteceu, as meninas foram separadas.
Angela e Samantha se encontram novamente no final de dezoito anos. Ángela é casada com Luis Martínez, tem uma filha Violeta, e trabalha como padeira. Por sua parte, Samantha trabalha como guarda-costas. Samantha vem com a ideia de convidar Angela para trabalhar com ela; Angela aceita e atribui a missão de proteger Génesis Arroyo, filha de um advogado multimilionário chamado Juan Marcos Arroyo, casado infelizmente com Isabel Uriarte, uma mulher arrogante e má, que é infiel até com seu guarda-costas. Por outro lado, Samantha é enviada para proteger Willy del Castillo, seu primeiro amor, que se tornou um playboy caprichoso e mulherengo. Samantha decide não revelar nada de seu passado, mas ele acaba descobrindo quem ela é e o amor surge entre eles.
Assim, Angela e Samantha terão que lutar com todos os obstáculos que seus inimigos os colocam para se contentar com as pessoas que amam e sempre ter um coração valente.

## Elenco
| Ator                    | Personagem                                        |
| ----------------------- | ------------------------------------------------- |
| Adriana Fonseca         | Angela Valdez                                     |
| José Luis Reséndez      | Juan Marcos Arroyo                                |
| Aylín Mujica            | Fernanda del Castillo                             |
| Ximena Duque            | Samantha Sandoval Navarro                         |
| Fabián Ríos             | Guillermo "Willy" del Castillo                    |
| Sonya Smith             | Isabel Uriarte de Arroyo                          |
| Manuel Landeta          | Bernardo del Castillo                             |
| Vanessa Pose            | Emma Arroyo                                       |
| Jon Ecker               | Pablo Peralta                                     |
| Jorge Luis Pila         | Miguel Valdez                                     |
| Gilda Haddock           | Estela de Valde                                   |
| Katie Barberi           | Perla Navarro de Sandoval                         |
| Leonardo Daniel         | Samuel Fernando                                   |
| Gabriel Valenzuela      | Luis Martínez / Camilo Martínez                   |
| Gabriel Porras          | Miguel Valdez Gutiérrez                           |
| Brenda Asnicar          | Fabiola Ferrara / Fabiola Arroyo                  |
| José Guillermo Cortines | Renzo Mancilla                                    |
| Tatiana Capote          | Ofelia del Castillo Ramirez                       |
| Alejandro López         | Vicente la Madrid                                 |
| Lino Martone            | Diego Villareal                                   |
| Samuel Fernando         | Gabriel la Madrid                                 |
| Priscila Perales        | Nelly                                             |
| Ahrid Hannaley          | Cecilia                                           |
| Briggitte Bozzo         | Génesis Arroyo Uriarte                            |
| Nicole Arci             | Violeta Martínez Valdez                           |
| Angeline Moncayo        | Maria Laura Aguilar Flores                        |
| Pablo Azar              | Gustavo Ponte                                     |
| Alba Roversi            | Nora del Castillo "La Madrina" / Lourdes          |
| Daniela Navarro         | Clara Salvatierra                                 |
| Gregorio Pernía         | Javier Falcón del Toro "El Verdugo"               |
| Carolina Tejera         | Lorena Barrios                                    |
| Sandra Beltrán          | Yvonne Matamoros "La Niña Bonita"                 |
| Miguel Varoni           | Jesús Matamoros "El Mesiás" / Dr. Marcelo Montoya |
| Ana Lorena Sánchez      | Florencia Saldívar / Florencia del Castillo       |
| Eduardo Rodríguez       | Esteban de la Vega                                |
| German "Tuto" Patiño    | Cayetano "Ringo" Rodríguez                        |
| Carla Rodríguez         | Alejandra                                         |
| Johanna Cure            | Lady                                              |
| Andrés Cotrino          | Nicolás de la Vega / Nicolás del Castillo Valdez  |
| Gaby Borges             | Jessica del Toro Aguilar                          |
| María del Pilar Pérez   | María Fernanda Arroyo del Castillo                |

## Exibição internacional
- Estados Unidos: Telemundo (emissora original)
- Colômbia: Mas Que Entretenimiento
- México: Galavisión (agora Gala TV)
- República Dominicana: Telesistema
- Peru: ATV
- Chile: Chilevisión
- Argentina: Canal 9 / Telesudamérica
- Honduras: HTV
- Panamá: TVN
- Venezuela: Televen
- Nicarágua: Televicentro
- Porto Rico: Telemundo PR
- Albânia: DigitAlb
- Hungria: RTL II
- Bolívia: Unitel
- Roménia: Acasă
- Paraguai: Paravisión
- Costa Rica: Repretel
- Uruguai: Monte Carlo TV
- Rússia: Mnogo TV
- França: Outre mer 1ère